# Liechtensteiner Cup 1977/78
Der Liechtensteiner Cup 1977/78 war die 33. Austragung des Fussballpokalwettbewerbs der Herren in Liechtenstein. Der USV Eschen-Mauren konnte seinen im Vorjahr gewonnenen Titel erfolgreich verteidigen.

## Teilnehmende Mannschaften
Folgende sieben Mannschaften nahmen am Liechtensteiner Cup teil:
| - FC Schaan - FC Vaduz - FC Ruggell - FC Triesenberg | - FC Balzers - USV Eschen-Mauren - FC Triesen |

## 1. Vorrunde
Der USV Eschen-Mauren hatte für diese Runde ein Freilos. 
|                | Ergebnis |            |
| -------------- | -------- | ---------- |
| FC Balzers     | 5:1      | FC Schaan  |
| FC Triesenberg | 3:4      | FC Vaduz   |
| FC Ruggell     | 6:0      | FC Triesen |

## Halbfinale
|            | Ergebnis        |                   |
| ---------- | --------------- | ----------------- |
| FC Vaduz   | 0:1             | FC Ruggell        |
| FC Balzers | 4:4 (2:5 n. E.) | USV Eschen-Mauren |

## Finale
Das Finale fand am 13. Mai 1978 in Triesenberg statt.
| Datum      |                   | Ergebnis |            |
| ---------- | ----------------- | -------- | ---------- |
| 13.05.1978 | USV Eschen-Mauren | 3:1      | FC Ruggell |